# Mai 2000

## Lundi1ermai 2000
- Bill Clinton : suppression de la dégradation de la précision du Système de Positionnement Global GPS

## Mercredi3 mai 2000
- France : adoption de la loi sur la parité homme/femme
- Informatique : la société Datapoint, pionnière de l'informatique, a été mise en liquidation judiciaire.

## Dimanche 7 mai 2000
- Vladimir Poutine entre officiellement dans ses fonctions de président de la fédération de Russie
- Le club amateur de Calais est finaliste malheureux de la Coupe de France battu par Nantes sur un pénalty litigieux.
- Formule 1 : Grand Prix automobile d'Espagne.

## Jeudi 11 mai 2000
- rallye : Richard Bruns remporte le rallye d'Argentine

## Vendredi12 mai 2000
- Royaume-Uni : le musée Tate Modern a ouvert ses portes à Londres.

## Samedi13 mai 2000
- Pays-Bas : explosion d’un entrepôt de l’entreprise de feux d’artifice Fireworks à Enschede. C'est la pire catastrophe de la décennie aux Pays-Bas qui a fait une vingtaine de morts, dont plusieurs pompiers, et près de 1000 blessés. Quelque 2 000 personnes ont dû être évacuées du quartier sinistré.  Le feu a pris à l'extérieur d'un entrepôt de la société de feux d'artifice et s'est propagé à la zone de stockage qui contenait quelque 100 tonnes de feux d'artifice.

## Jeudi18 mai 2000
- États-Unis d'Amérique : la société Boo.com fait faillite par manque de fonds au bout de six mois d'existence.

## Dimanche21 mai 2000
- Formule 1 : Grand Prix d'Europe. Le pilote allemand Nick Heidfeld (Prost-Peugeot) est exclu de la course.

## Jeudi25 mai 2000
- Philippines : Reginald Chua détourne l'Airbus A330-301 opérant le vol 812 de Philippine Airlines seulement quelques minutes avant son atterrissage à l'aéroport international Ninoy-Aquino de Manille. Il exige que les passagers lui remettent leurs objets de valeur et décide de sauter avec au-dessus de la ville d'Antipolo. Son parachute artisanal ne s'ouvrant pas, il s'écrase mortellement quelques kilomètres plus loin, près de Real.
- Liban : les troupes israéliennes quittent le sud du Liban après 22 ans d'occupation.

## Dimanche28 mai 2000
- Cameroun : le volcan mont Cameroun est entré en phase d'éruption.

## Naissances
- 3 mai : Meryem Çavdar, taekwondoïste turque
- 4 mai : Agustín Urzi, footballeur argentin
- 5 mai : Patriot Sejdiu, footballeur kosovar
- 6 mai : Ilia Grouev, footballeur bulgare
- 8 mai : Sara El Tahawi, nageuse algérienne
- 9 mai : 
  - Jules Gaudin, footballeur français.
  - Ștefan Târnovanu, footballeur roumain.
- 10 mai : 
  - Bae Jin-young, chanteur sud-coréen membre du groupe CIX
  - Anthony Patterson, footballeur anglais
  - Nicolau Mir, gymnaste artistique espagnol
- 11 mai : Instasamka, rappeuse et influenceuse russe.
- 14 mai : Firas Al-Buraikan, footballeur saoudien
- 15 mai : Dayana Yastremska, joueuse de tennis ukrainienne
- 16 mai : 
  - Omri Gandelman, footballeur israélien
  - Rodri, footballeur espagnol
- 17 mai : 
  - Raoul Bellanova, footballeur italien
  - Matěj Kovář, footballeur tchèque
- 18 mai : 
  - Nikolai Baden Frederiksen, footballeur danois
  - Kevin Mier, footballeur colombien
  - Felix Winther, footballeur danois
- 20 mai : Brian Rodríguez, footballeur uruguayen
- 23 mai : Israel Reyes, footballeur mexicain
- 24 mai : Luka Jelenić, footballeur croate.
- 25 mai : 
  - Claire Liu, joueuse de tennis américaine
  - Krzysztof Kubica, footballeur polonais
- 26 mai : 
  - Ángelos Liásos, footballeur grec
  - Hwang Ye-ji, Leader du groupe sud-coréen Itzy
  - Taisei Miyashiro, footballeur japonais
  - Cyril Ngonge, footballeur belge
- 30 mai : 
  - Jared S. Gilmore, acteur américain
  - Jay Gorter, footballeur néerlandais

## Décès
- 27 mai :  Maurice "The Rocket" Richard, Montréal.